# 184 Dejopeja
Dejopeja (asteroide 184) é um asteroide da cintura principal com um diâmetro de 66,47 quilómetros, a 2,9417883 UA. Possui uma excentricidade de 0,0757135 e um período orbital de 2 073,96 dias (5,68 anos).
Dejopeja tem uma velocidade orbital média de 16,69515128 km/s e uma inclinação de 1,14634º.
Este asteroide foi descoberto em 28 de Fevereiro de 1878 por Johann Palisa.